# 米耶贡布·恩赫包勒德
米耶贡布·恩赫包勒德（1964年7月—）生于蒙古国乌兰巴托，蒙古国政治人物，曾任蒙古国总理、国家大呼拉尔主席。

## 生平
1964年7月生于乌兰巴托。1987年自蒙古国立大学经济学专业毕业。历任首都乌兰巴托市青格尔泰区副区长、青格尔泰区“公民代表会议”主席。1990年，加入蒙古人民革命党。1997年，任蒙古人民革命党乌兰巴托市委员会主席。1999年，任乌兰巴托市长。2005年7月至2007年10月，担任蒙古人民革命党（后来更名蒙古人民党）主席。2005年8月，在国家大呼拉尔补选中当选国家大呼拉尔委员。2006年1月25日至2007年11月，任恩赫包勒德内阁的政府总理。后来曾任第一次巴亚尔内阁及第二次巴亚尔内阁、巴特包勒德内阁及巴特包勒德改组内阁的政府副总理。2012年，当选国家大呼拉尔委员，并且出任国家大呼拉尔副主席。
2013年10月27日，蒙古人民党第27次代表大会乌兰巴托中央文化宫开幕，议程包括总结蒙古人民党第26次代表大会以来党的工作、2012年国家大呼拉尔选举失利原因分析、讨论到2021年蒙古人民党到发展目标、修改党章、选举新一届领导人等等。在10月29日的会议上，米耶贡布·恩赫包勒德当选蒙古人民党主席。这是他第二次担任该党主席。2016年，在国家大呼拉尔选举中，他领导蒙古人民党取得大胜，夺下65席，创造了自2000年以来的最好成绩，他也当选为国家大呼拉尔主席。在2017年蒙古国总统选举中，他代表蒙古人民党成为总统候选人参选，但未能获胜。